# نيك برومفيلد
نيك برومفيلد (بالإنجليزية: Nick Broomfield)‏ مواليد 30 يناير 1948 في لندن، هو مخرج إنجليزي.

## الأعمال
- معركة من اجل حديثة

## وصلات خارجية
- الموقع الرسمي
- نيك برومفيلد على موقع IMDb (الإنجليزية)
- نيك برومفيلد على موقع ألو سيني (الفرنسية)
- نيك برومفيلد على موقع أول موفي (الإنجليزية)
- نيك برومفيلد على موقع قاعدة بيانات الأفلام السويدية (السويدية)
- نيك برومفيلد على موقع قاعدة بيانات الفيلم (الإنجليزية)
- نيك برومفيلد على موقع كينوبويسك (الروسية)